# Rada Arktyczna
Rada Arktyczna – międzynarodowe forum współpracy wysokiego szczebla utworzone w 1996 roku przez osiem krajów arktycznych, skupiające państwa arktyczne, organizacje rdzennych mieszkańców oraz państwa spoza Arktyki, celem współpracy w regionie Arktyki.

## Historia
Pierwsze kroki w kierunku utworzenia rady zostały poczynione w 1991 roku, kiedy to osiem państw, których część terytorium leży w Arktyce – państw arktycznych, podpisało Strategię Ochrony Środowiska Arktycznego (ang. Arctic Environmental Protection Strategy, AEPS). Państwa zobowiązały się do koordynacji wspólnych badań naukowych, oceny wpływu podejmowanych działań na środowisko oraz do działań niezbędnych do kontroli zanieczyszczeń i ich redukcji. 
19 września 1996 roku na spotkaniu w Ottawie kraje te podpisały deklarację (ang. Ottawa Declaration) oficjalnie powołującą do życia Radę Arktyczną — forum na wysokim szczeblu rządowym, którego głównymi celami są współpraca krajów arktycznych, promocja i ochrona tego regionu oraz współpraca z rdzenną ludnością regionu. Rada Arktyczna nie jest organizacją międzynarodową w rozumieniu prawa międzynarodowego, a instytucją „miękkiego” prawa międzynarodowego (ang. soft law).
Na forum Rady wypracowano trzy porozumienia, które zostały przyjęte przez wszystkie osiem krajów członkowskich :
- Porozumienie z 2011 roku o współpracy w zakresie działań poszukiwawczo-ratowniczych na morzu w Arktyce (ang. Agreement on Cooperation on Aeronautical and Maritime Search and Rescue in the Arctic) – pierwszy wiążący instrument prawny, odnoszący się do kwestii związanych z działalnością gospodarczą w regionie Arktyki
- Porozumienie z 2013 roku o współpracy w zakresie gotowości i reagowania na zanieczyszczenie arktycznych wód morskich ropą naftową (ang. Agreement on Cooperation on Marine Oil Pollution Preparedness and Response in the Arctic)
- Porozumienie z 2017 roku o zacieśnianiu arktycznej międzynarodowej współpracy naukowej (ang. Agreement on Enhancing International Arctic Scientific Cooperation)

## Struktura Rady
Rada skupia państwa arktyczne, organizacje rdzennych mieszkańców oraz państwa spoza Arktyki, które wyrażają chęć współpracy w regionie. 

### Państwa członkowskie i stali uczestnicy
W skład Rady Arktycznej wchodzi osiem państw arktycznych (ang. Arctic States), których część terytorium leży w Arktyce: 
- Kanada
- Dania
- Finlandia
- Islandia
- Norwegia
- Rosja
- Szwecja
- Stany Zjednoczone

Ponadto sześć organizacji rdzennych mieszkańców Arktyki (ang. Indigenous  Peoples  Organizations) ma status stałych uczestników (ang. Permanent Participants) (stan na 2021 rok):
- Aleut International Association
- Arctic Athabaskan Council
- Gwichʼin Council International
- Inuit Circumpolar Council
- Russian Association of Indigenous Peoples of the North
- Saami Council

### Obserwatorzy
Ponad 35 państw i organizacji ma status obserwatora (stan na 2021 rok) – mogą brać czynny udział w pracach grup roboczych i uczestniczyć w spotkaniach Rady. 13 państw ze statusem obserwatora to:  
- Niemcy (1998)
- Holandia (1998)
- Polska (1998)
- Wielka Brytania (1998)
- Francja (2000)
- Hiszpania (2006)
- Chiny (2013)
- Japonia (2013)
- Korea Południowa (2013)
- Włochy (2013)
- Indie (2013)
- Singapur (2013)
- Szwajcaria (2017)

Unia Europejska złożyła wniosek o przyznanie jej statusu pełnoprawnego obserwatora w 2013 roku . Ostateczna decyzja w tej sprawie została jednak odroczona ze względu na opór ze strony niektórych członków Rady Arktycznej . Zgodnie z deklaracją z Kiruny (2013) Unia Europejska może obserwować prace Rady. UE aktywnie uczestniczy w pracach grup roboczych i grup ekspertów Rady Arktycznej .

## Organizacja prac Rady
Wszystkie decyzje Rady podejmowane są jednomyślnie przez wszystkie osiem państw członkowskich, na zasadzie konsensusu, po uprzednich konsultacjach i zaangażowaniu organizacji rdzennych mieszkańców Arktyki. Decyzje Rady poprzedzają prace na szczeblu ministerialnym. 
Rada posiada rotacyjny system przewodnictwa – poszczególne państwa członkowskie obejmują jej przewodnictwo na okres dwóch lat. W latach 2019–2021 przewodnictwo sprawowała Islandia, w latach 2021–2023 Rosja, a od 2023 do 2025 pracami Rady kieruje Norwegia. W 2013 roku powołano do życia stały sekretariat Rady Arktycznej z siedzibą w  Tromsø.
Projekty i działania Rady są inicjowane w ramach sześciu wyspecjalizowanych grup roboczych:
1. Program Monitorowania i Oceny Regionu Arktyki (ang. Arctic Monitoring and Assessment Programme, AMAP) – grupa monitoruje i ocenia zanieczyszczenia i zmiany klimatu w Arktyce[15]
2. Grupa Robocza do spraw Zachowania Morskiego Środowiska Arktyki (ang. Protection of the Arctic Marine Environment, PAME) – grupa zajmuje się działaniami na rzecz ochrony i zrównoważonego wykorzystania morskiego środowiska Arktyki[16]
3. Grupa Robocza do spraw Zapobiegania Sytuacjom Kryzysowym, Gotowości i Reagowania (ang. Emergency Prevention, Preparedness and Response, EPPR) – grupa pracująca na rzecz zapobiegania wszelkim sytuacjom kryzysowym i wypadkom oraz przygotowania i reagowania na takie sytuacje[16]
4. Grupa Robocza do spraw Zachowania Arktycznej Fauny i Flory (ang. Conservation of Arctic Flora and Fauna, CAFF) – grupa zajmuje się ochroną bioróżnorodności, promuje praktyki pomagające zachować zasoby Arktyki[15]
5. Grupa Robocza do spraw Zrównoważonego Rozwoju (ang. Sustainable Development Working Group, SDWG) – grupa pracuje na rzecz poprawy warunków środowiskowych, gospodarczych i społecznych życia rdzennych mieszkańców Arktyki[16]
6. Program dotyczący Zanieczyszczenia Arktyki (ang. Arctic Contaminants Action Program, ACAP) – prace grupy skupiają się na działaniach zapobiegających zanieczyszczaniu środowiska arktycznego i minimalizowaniu zagrożeń środowiskowych[15]

Grupy robocze wypracowały m.in. Program Działań na rzecz Ochrony Arktycznego Środowiska Morskiego i Plan działania Rady Arktycznej w sprawie likwidacji zanieczyszczenia w Arktyce.  